# Peter Krämer (Reeder)

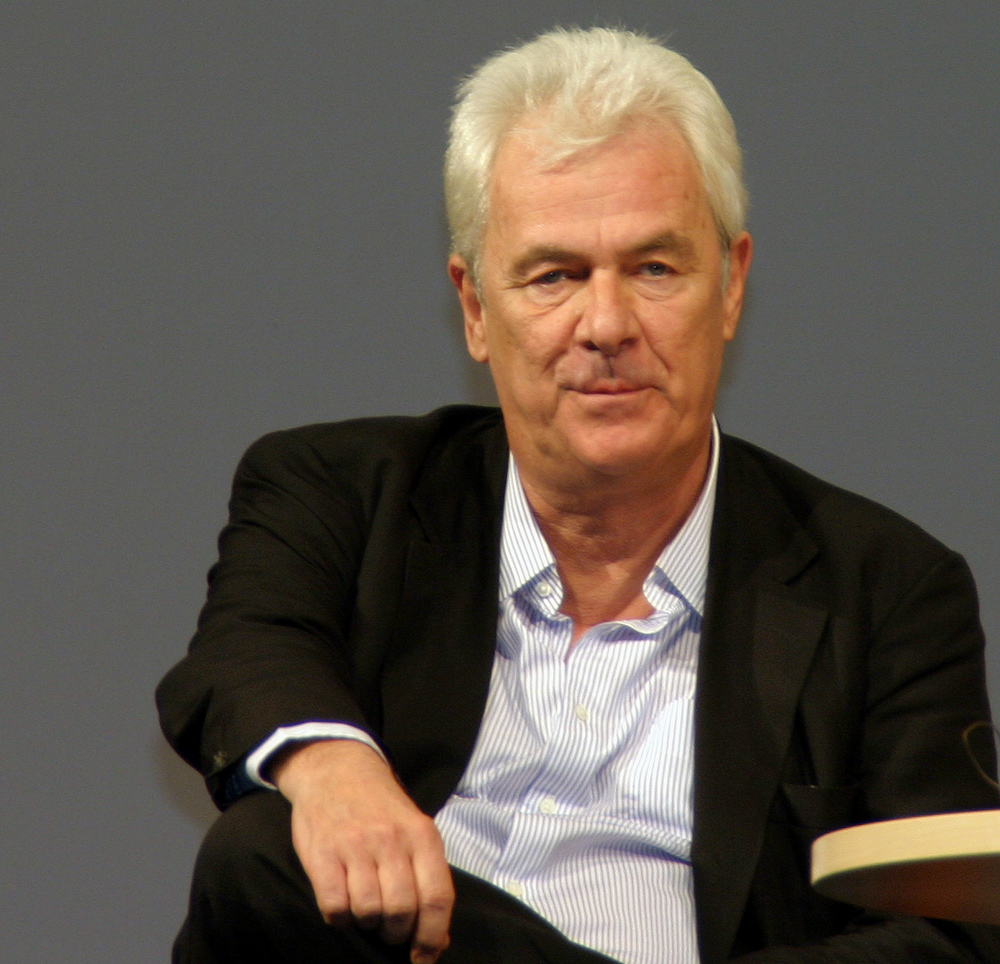
Peter Krämer auf dem Deutschen Evangelischen Kirchentag 2007

Peter Krämer (* 2. Dezember 1950 in Salzburg; † 20. Juni 2017) war ein Hamburger Reeder.

## Leben
Aufgewachsen in Hamburg-Volksdorf, studierte Peter Krämer nach dem Abitur Soziologie und Pädagogik in Hamburg, wechselte 1972 zum Jura-Studium an die Universität Köln. Sein Jura-Studium schloss er 1981 mit Prädikat ab.
1982 wurde Peter Krämer Geschäftsführer in den 1958 von seinem Vater gegründeten Unternehmen Marine Service (MS) und Chemikalien Seetransport (CST). Bei seinem Eintritt in die Unternehmen standen diese kurz vor der Insolvenz. Nur durch den Verkauf von vier Schiffen konnte das Unternehmen gerettet werden. Seit 1987 war Peter Krämer alleiniger geschäftsführender Gesellschafter der Marine Service Gruppe, in der die beiden ursprünglichen Unternehmen zusammengeführt sind. Peter Krämer baute das Unternehmen zu einer der führenden und international bekannten Tankschiffreedereien aus.
Peter Krämer war verheiratet und hatte drei Kinder, darunter Christian Krämer, der seit 2013 in der dritten Generation in der Unternehmensgruppe tätig ist.

## Politisches Engagement
Mit seiner öffentlichen Opposition gegen den Irakkrieg im Februar 2003 knüpfte Peter Krämer an seine politische Arbeit während seiner Schul- und Studienzeit an. Gemeinsam mit der Journalistin Dr. Luc Jochimsen forderte er Kirchen, Arbeitgeber und Gewerkschaften öffentlich auf, die zentrale Antikriegsdemonstration in Berlin zu unterstützen. Den offenen Brief hatten 26 Persönlichkeiten aus Politik, Medien und Wirtschaft unterzeichnet. Er wurde am 3. Februar 2003 in der Frankfurter Allgemeinen Zeitung, der Frankfurter Rundschau und im Hamburger Abendblatt als ganzseitige Anzeige abgedruckt und stieß auf große Resonanz.
Ermutigt von dieser Resonanz gründete Peter Krämer gemeinsam mit sechs prominenten Kriegsgegnern die Hamburger Gesellschaft zur Förderung der Demokratie und des Völkerrechts e. V.
In der Diskussion um die Lastenverteilung zur Finanzierung der Politik in Deutschland vertrat Peter Krämer die Auffassung, die Reichen müssten durch höhere Steuern stärker belastet werden. Er schrieb an die Kanzlerin und den Vizekanzler, es könne nicht sein, dass die Umsatzsteuer einfach zur Sanierung des Staatshaushaltes erhöht werde, Vermögen aber im internationalen Vergleich in Deutschland am niedrigsten besteuert werde. Zu den Mitunterzeichnern der politischen Initiative gehören politisch engagierte Vermögende wie Frank Hansen, Oliver Rohde, Susann Haltermann sowie Prominente wie Günter Grass, Erich Loest, Peter Rühmkorf, Johano Strasser, Klaus Staeck, Oskar Negt, Thilo Bode und Rudolf Hickel. Die Unterzeichner geben zu bedenken, dass Großbritannien mit einem Anteil von 4,3 % steuerlicher Belastungen auf Vermögen – gemessen am Bruttoinlandsprodukt – Spitzenreiter sei. Deutschland sei im internationalen Vergleich hier das Schlusslicht.
Nach Auffassung des Kreises um Peter Krämer kann eine Steuer auf Vermögen von 3,8 % in Deutschland 66 Milliarden Euro Mehreinnahmen des Staates erwirtschaften. Nach Abzug der nur in Deutschland anfallenden Gewerbeertragsteuer in Höhe von 28 Milliarden Euro blieben immer noch 38 Milliarden Euro Mehreinnahmen des Staates übrig. Dagegen erbringe die von der SPD vorgeschlagene Erhöhung des Einkommensteuerspitzensatzes von 42 % auf 45 % (siehe Reichensteuer) lediglich Mehreinnahmen in Höhe von 1,5 Milliarden Euro.

## Soziales Engagement
Seinen Schiffen gab er die Namen von Widerstandskämpfern wie Sophie Scholl, Hans Scholl oder Simón Bolívar. Die Benennung eines Schiffes nach Nelson Mandela scheiterte an juristischen Problemen.
Durch Kontakt zu Nelson Mandela entstand die Initiative „Schulen für Afrika“. Für je 10.000 Euro werden Schulen in Afrika gebaut. Das Konzept umfasst den Bau von je zwei Klassenräumen und einem Trinkwasseranschluss. Darüber hinaus wird die pädagogische Ausbildung der Lehrer unterstützt. So sollten bis zum Jahr 2009 5.000 neue Schulen in Afrika entstehen.
Am 6. Oktober 2006 wurde Peter Krämer für sein umfangreiches soziales und politisches Engagement und sein Lebenswerk das Bundesverdienstkreuz verliehen. Seit dem 10. April 2008 war Krämer Vorstandsmitglied von UNICEF Deutschland.

## Kritik
Die Vereinte Dienstleistungsgewerkschaft (Verdi) kritisierte 2007, dass seine Schiffe überwiegend unter liberianischer Flagge fahren, gleichzeitig im deutschen Schiffsregister eingetragen sind und daher von der niedrigen deutschen Tonnagebesteuerung profitieren. Im Ergebnis zahle sein Unternehmen im Schifffahrtsbereich nur die geringstmöglichen deutschen Steuern und Sozialabgaben.

## Wirtschaftskrise 2008–2009
In einem Interview mit der Deutschen Welle berichtete er, dass er während der weltweiten Wirtschaftskrise, die sein Unternehmen schwer getroffen hatte, über drei Viertel seines Vermögens verloren habe. Die Zahl seiner Schiffe sank von 44 auf 23 Schiffe (Stand 2017).